# Abigail Seran
Abigail Seran est une écrivaine valaisanne, née le 12 décembre 1972 à Monthey, en Suisse.

## Biographie
Abigail Seran, de son nom de plume, passe son enfance à Monthey. Elle obtient une maturité littéraire au collège-lycée de l'abbaye de Saint-Maurice en 1992[réf. nécessaire]. Une licence en droit obtenue en 1998 à la faculté de droit de l'université de Fribourg complète sa formation[réf. nécessaire]. Le programme Erasmus lui permet de parfaire sa formation à l'université de Bristol (Law Faculty), de 1994 à 1995[réf. nécessaire].
De 1998 à 2017, elle occupe un poste de juriste au sein d’instituts bancaires et d'autres institutions, à Lausanne, Genève et Fribourg. Elle enseigne le droit et la planification financière à Genève et à Lausanne. En 2015, elle participe à « La rentrée des auteurs lausannois ».
Jardin d'été, paru en 2017, est son dernier roman. En 2018 paraît son premier recueil de nouvelles.
Après une vingtaine d'années à voyager en Suisse et à l'étranger, Abigail Seran pose ses valises en Valais. Elle est mariée et a un fils né en 2001[réf. nécessaire].

## Parutions

### Romans
Son premier roman  Marine et Lila, est publié en 2013 aux éditions Plaisir de Lire. Il sera suivi en 2015 par la publication des Chroniques d'une maman ordinaire aux Éditions Favre. Sorti en France en mai 2016, cet ouvrage est illustré par Jenay Loetscher. Il est sélectionné pour le prix des Collégiens de Sion.
Son deuxième roman, Une maison jaune, est publié aux éditions Plaisir de lire, Lausanne  en 2016. C'est l'ouvrage coup de cœur de la libraire Une belle histoire à Fully, et de la libraire Payot à La Chaux-de-Fonds et à Lausanne. Ce roman est sélectionné pour le prix Ève de l'Académie romande en 2016 et pour le Prix Bibliomédia en 2016.
En 2017, son troisième roman Jardin d'été est publié aux éditions Luce Wilquin, Atrive en Belgique. Il est le coup de cœur de la librairie Payot de Sion, de Lausanne, de Genève, de La Chaux-de-Fonds et de la libraire "Des livres et moi" à Martigny. Ce roman est aussi sélectionné pour le Prix de l'Académie romande 2017.
En 2018, elle fait paraître un recueil de nouvelles intitulé « Un autre jour demain », puis en 2020 le roman « D'ici et d'ailleurs ».

### Textes et nouvelles
Durant l'année 2017, elle publie Des mots, un texte de commande, dans le magazine Cyclo du Théâtre du Crochetan de Monthey ; elle participe également au projet « Trains de vie de la Maison éclose » qui propose des lectures de textes courts aux personnes montées dans les trains de la région du Jura et de Neuchâtel.
En 2018, elle publie un recueil de nouvelles intitulé Un autre jour, demain aux éditions Luce Wilquin en Belgique. Elle offre également à ses lecteurs trois  textes qui sont parus dans le volume 2 du recueil Je ne laisserai jamais dire que ce n'est pas la plus belle chanson du monde, aux éditions Cousu Mouche.

## Prix
En 2018, Abigail Seran reçoit le prix des Écrivains Valaisans lors du festival du Livre suisse.